# Између зидова (филм)
Између зидова (фр. Entre les murs) француски је играни филм из 2008. у режији  Лорана Кантеа. Сценарио је настао на основу истоименог аутобиографског романа Франсоа Бегодоа. Франсоа Бегодо је десет година био професор у француској гимназији, и он у самом филму тумачи главну улогу. Филм је награђен Златном Палмом на Фестивалу у Кану. Остварење је покренуо низ полемика везаних за образовање и питање да ли је могуће успешно интегрисати децу из емигрантских породица у француско друштво.   

## Синопсис
Франсоа и његове колеге спремају се за нову школску годину у гимназији која се налази у врло опасном крају, где махом живе деца емиграната. Наоружани најбољим намерама, чине све да пруже добро образовање за своје ученике. Разред је микрокосмос савремене Француске, место на ком се сучељавају различити културни миљеи и погледи на свет. Иако забавни и инспиративни, ученици својим проблематичним понашањем и те како могу да угрозе ентузијазам наставника у овом мало плаћеном послу. Франсоа, професор француског језика и књижевности, суочава се са изазовом да заинтересује ученике, који слабо маре за књиге и традиционалне вредности образовања. Он инсистира на атмосфери међусобног поштовања и марљивости. Његов екстравагантни метод подучавања лишен досаде и строгости често изненеђује његове ученике. Али његова професорска етика стављена је на пробу у моменту када ученици почну да преиспитују његове методе.

## О филму
Филм приказује живот ученика и професора једне школе у предграђу Париза. Поред Франсоа Беогодоа, ни остали глумци у филму такође нису професионални глумци, већ ученици једног разреда са којима је редитељ остварења Лоран Канте радио на припреми филма годину дана. Ово је први француски филм који је после много година однео победу на Фестивалу у Кану, а својом тематиком је изазвао многа сукобљена мишљења у Француској, а широм света је наишао на велико интересовање публике. Поред награде у Кану филм је био и француски кандидат за Оскара.